# Zamek Dolny w Wilnie
Zamek Dolny w Wilnie (lit. Lietuvos valdovų rūmai) – rekonstrukcja dawnej siedziby Wielkich Książąt Litewskich i królów polskich wchodząca w skład zespołu zamkowego w Wilnie. Znajduje się przy pl. Katedralnym, na wschód od katedry.

## Historia
Nie jest dotąd potwierdzone, że pierwszy zamek w stylu późnogotyckim powstał w tym miejscu za panowania Aleksandra Jagiellończyka, ponieważ nie ma na to dowodów. Bez wątpienia w latach 1528-1531 prace budowlane w tym miejscu były prowadzone z inicjatywy króla Zygmunta I Starego i królowej Bony Sforzy, którzy polecili wznieść budynki w stylu renesansowym. Przy budowie pracowali architekci: Bartolommeo Berrecci, Bernardinus de Gianottis i Benedykt Sandomierzanin. Prace w skrzydłach południowym (z bramą od strony placu) i wschodnim zakończono w 1531 roku. Do skrzydła wschodniego dobudowano od północy kwadratowe skrzydło w formie wieży określane jako pałac królowej Bony Sforzy.
Za panowania Zygmunta II Augusta dobudowano po 1544 roku od zachodu i północy (czyli od strony katedry) renesansowe skrzydło zwane Pałacem Nowym. Pracami kierował Giovanni Cini przy udziale Giovanniego Marii Mosca Padovano i Filippo Bartolommeo da Fiesole. Skrzydła pałacowe posiadały krużganki o nieznanej formie. Nieznany jest także program użytkowy i rozkład pomieszczeń. Pałac spełniał rolę rezydencji wielkoksiążęcej i rezydencji królów Rzeczypospolitej Obojga Narodów, państwa federacyjnego złożonego z Korony Królestwa Polskiego i Wielkiego Księstwa Litewskiego. 
W 1610 r. podczas pobytu Zygmunta III Wazy pałac spłonął, po czym został odbudowany w stylu manierystycznym. W latach 40. XVII wieku na polecenie Władysława IV zamek został w znacznym stopniu rozbudowany pod kierunkiem Costante Tencalla w stylu wczesnobarokowym i wtedy też nadbudowano o jedno piętro główne skrzydła od południa i wschodu.
Zamek Dolny został zniszczony przez wojska moskiewskie w czasie wojny w latach 1655-1661 i nie został odbudowany, popadając w coraz większą ruinę. Po zajęciu Wilna przez Rosję w czasie III rozbioru Polski (1795) jego pozostałości zostały rozebrane w latach 1799-1803 na polecenie rosyjskiego gubernatora Friesela. Materiał rozbiórkowy został wykorzystany do budowy domów. Zachował się jedynie fragment skrzydła wschodniego sprzedany żydowskiemu kupcowi Abrahamowi Schlossbergowi, który przebudował je na dom mieszkalny. Po powstaniu listopadowym budynek przejęły władze carskie, które ufortyfikowały cały teren.

## Wygląd
Zamek w okresie swojej świetności w XVII wieku miał kształt nieregularnego pięcioboku z najbardziej reprezentacyjnymi trójkondygnacyjnymi skrzydłami: wschodnim i południowym, przy którym od strony dziedzińca znajdowały się krużganki arkadowe. Cały gmach zwieńczony był attyką, którą zbudowano około 1645 roku w czasach Władysława IV Wazy.

## Odbudowa
Od 1987 roku na terenie zamku prowadzone były badania archeologiczne. W 2001 roku Sejm Republiki Litewskiej podjął decyzję o odbudowie zamku z przeznaczeniem na siedzibę prezydenta i muzea. Prace budowlane rozpoczęto w 2002 roku, a 17 marca 2004 roku premier Litwy Algirdas Brazauskas i mer Wilna Artūras Zuokas uroczyście wmurowali kamień węgielny. 6 lipca 2009 roku dokonano symbolicznego otwarcia Zamku. Wnętrza skrzydła wschodniego otrzymały stylizowany wystrój gotycki, skrzydła południowego renesansowy, natomiast skrzydła południowo-zachodniego wczesnobarokowy. Otwarcia dokonano w ramach obchodów tysiąclecia pierwszej historycznej wzmianki o Litwie. Koszt budowy, początkowo szacowany na trochę ponad 100 mln litów, już przekroczył 176 mln.

## Galeria
Dawne widoki Zamku Dolnego

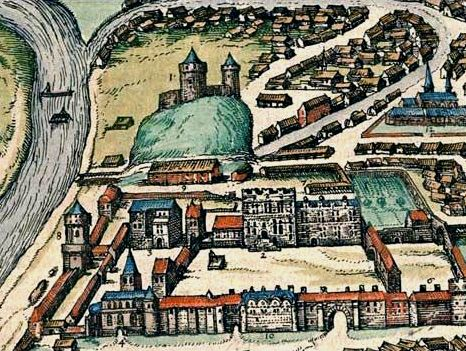
Zamek Górny i Zamek Dolny (1581)
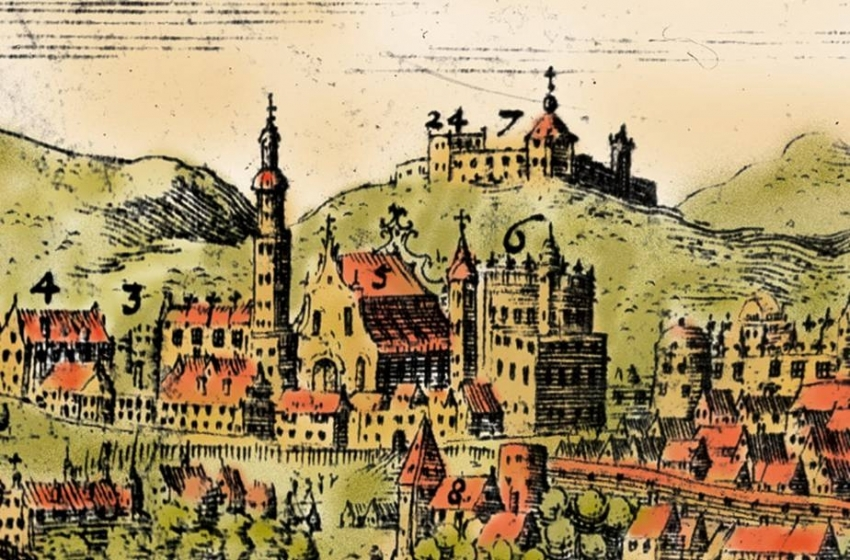
Vilna Magni Ducatus Lithuaniae caput
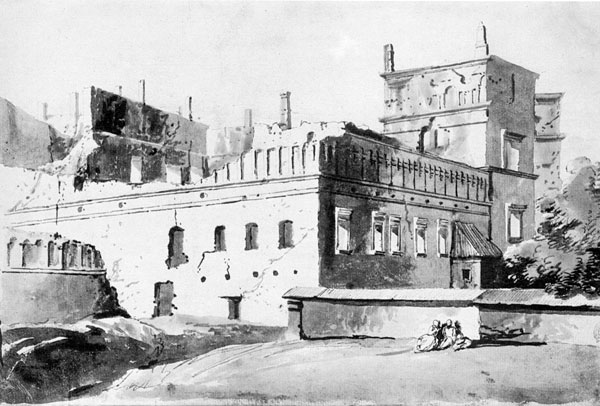
F. Smuglewicz, rysunek, XVIII w.
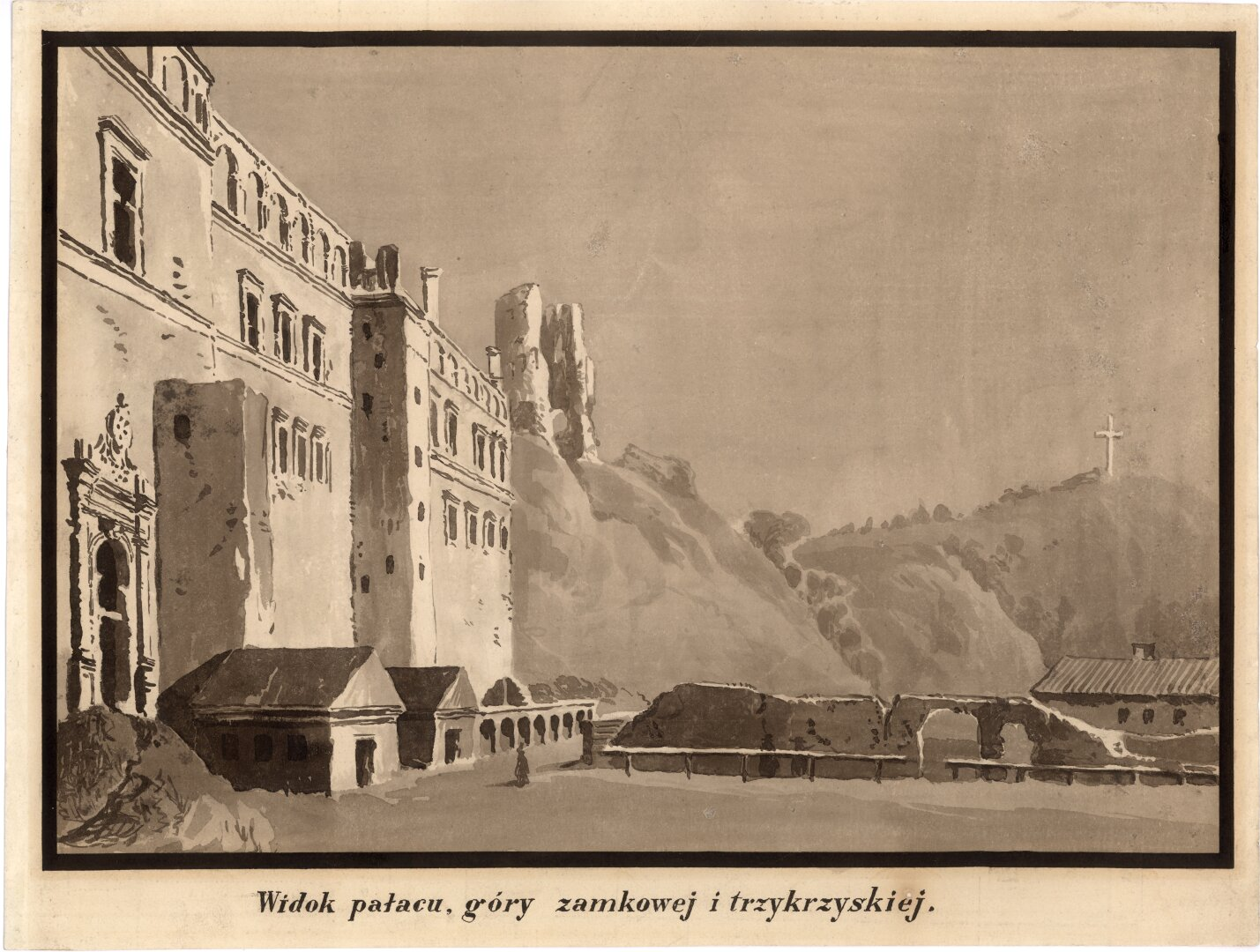
F. Smuglewicz, rysunek, (1785)
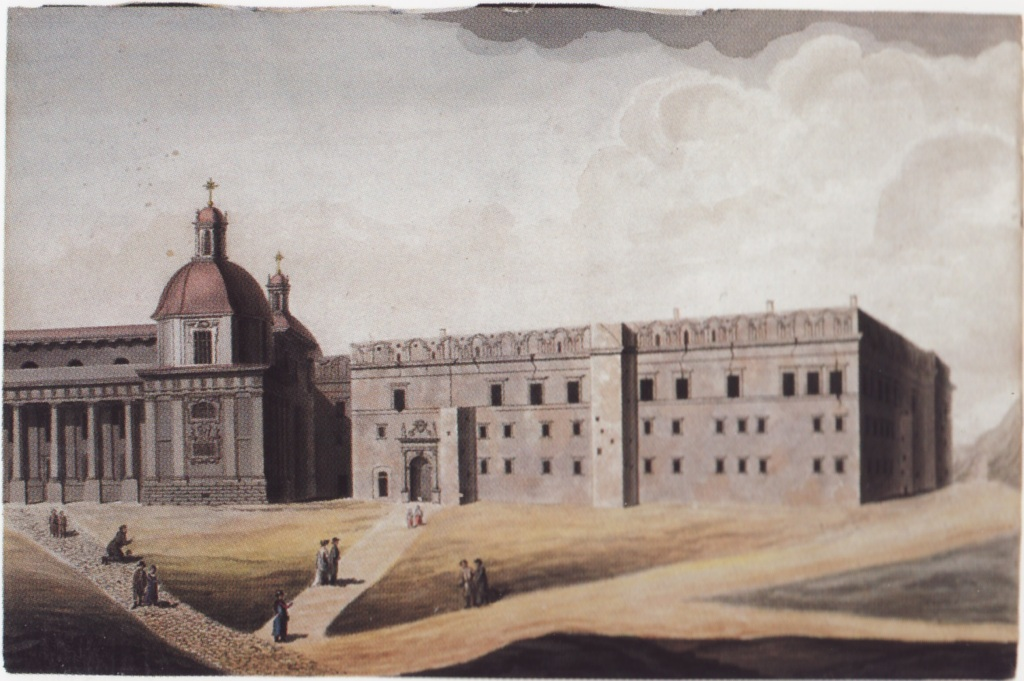
Pietro de Rossi, zamek ok. (1797)
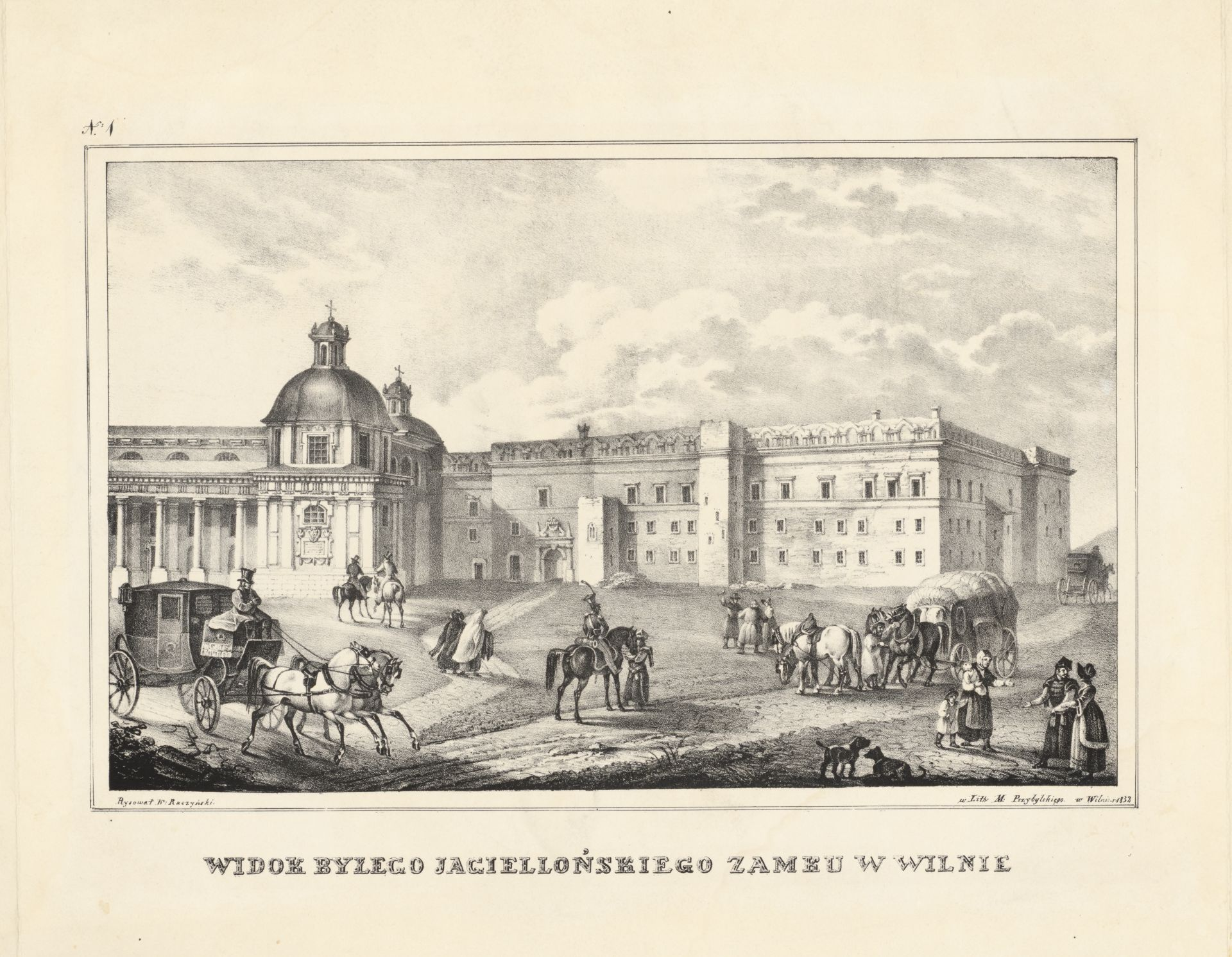
K. Raczyński, widok zamku, (1832)
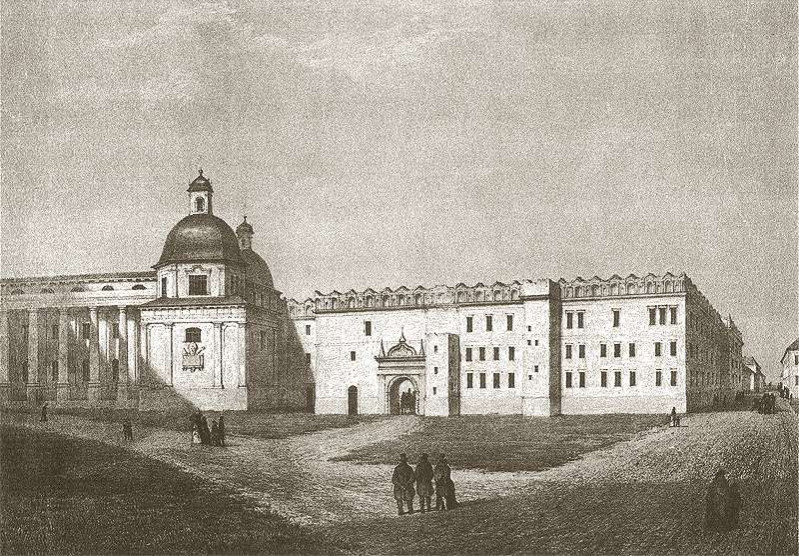
Napoleon Orda, rys. zamku, XIX w.

Rekonstrukcja Zamku Dolnego

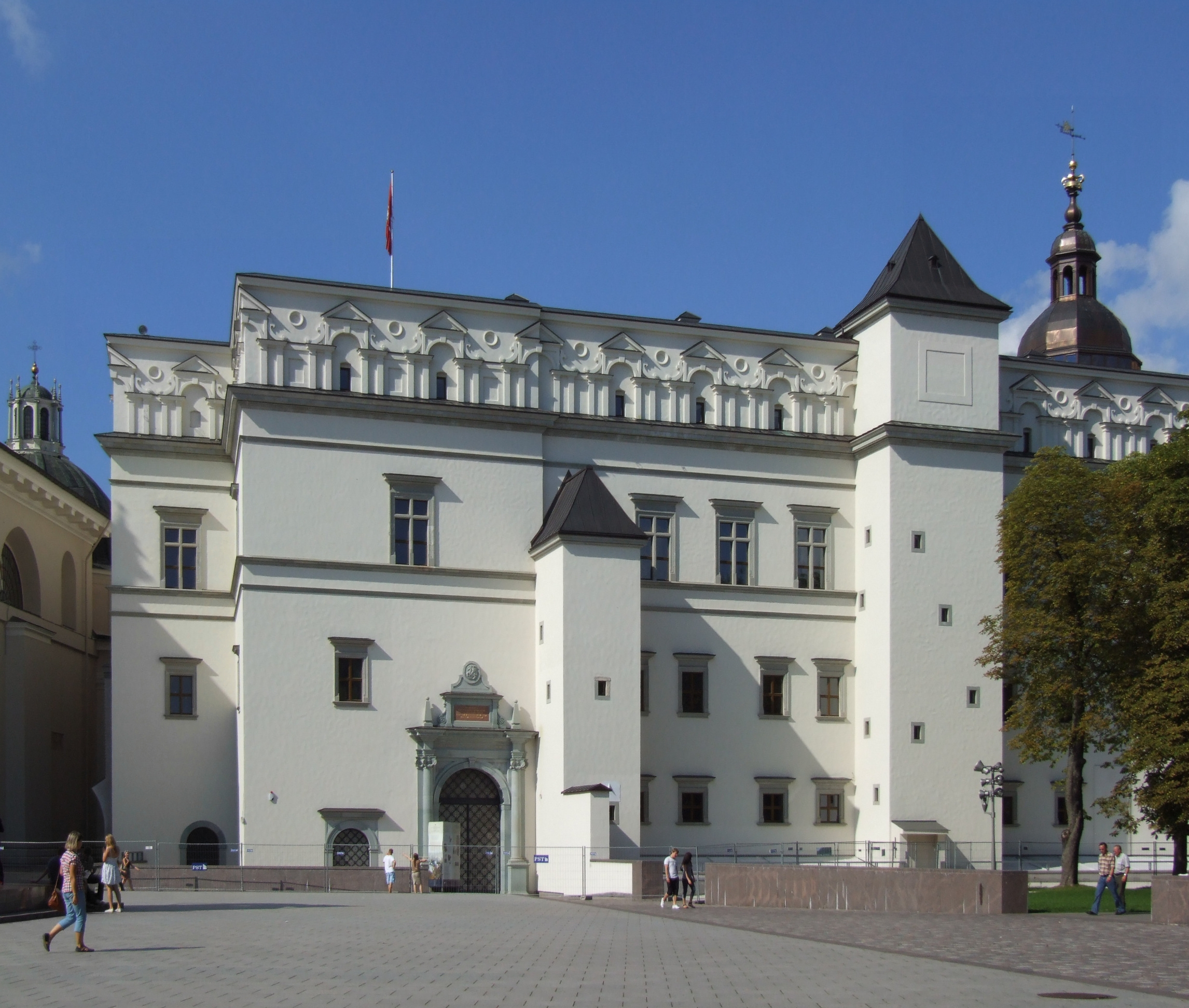
Brama główna
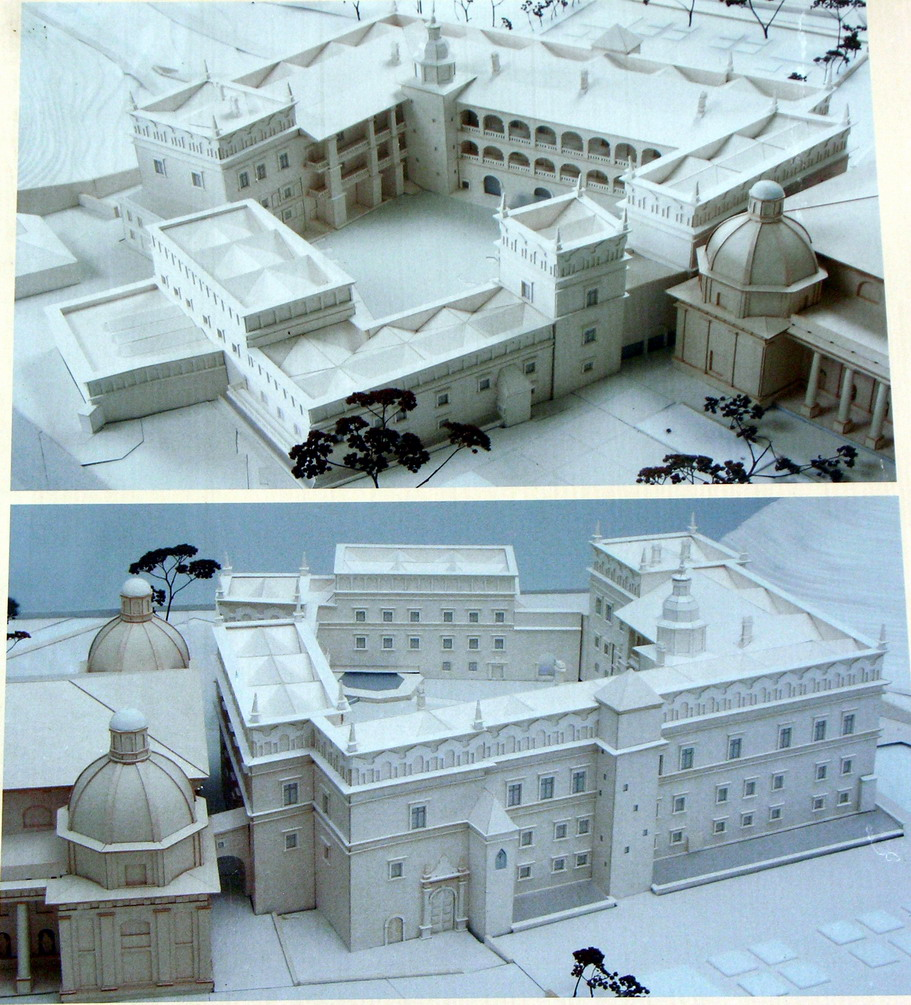
Model Zamku
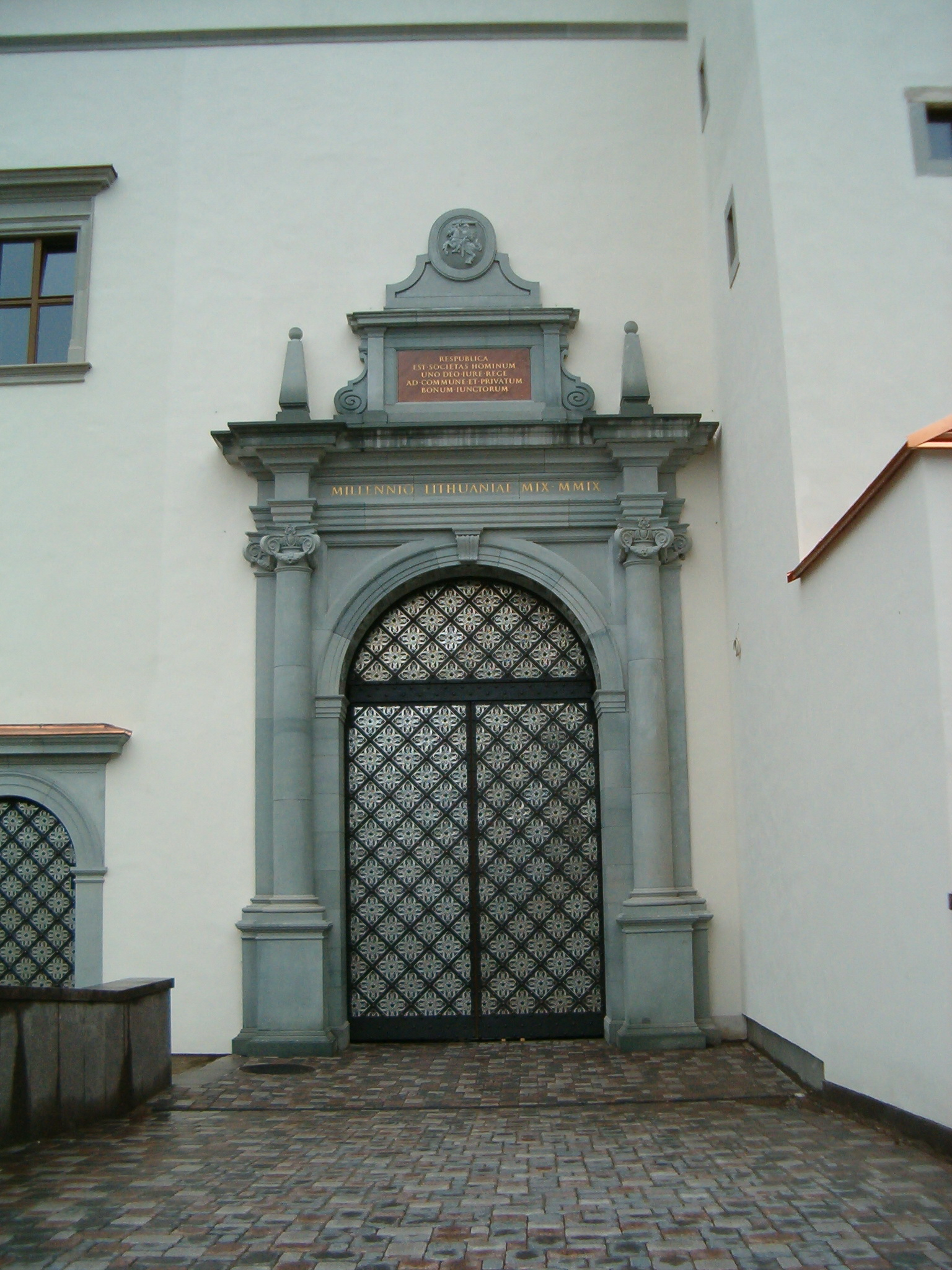
Portal bramny z herbem Pogoń
Herb Pogoń
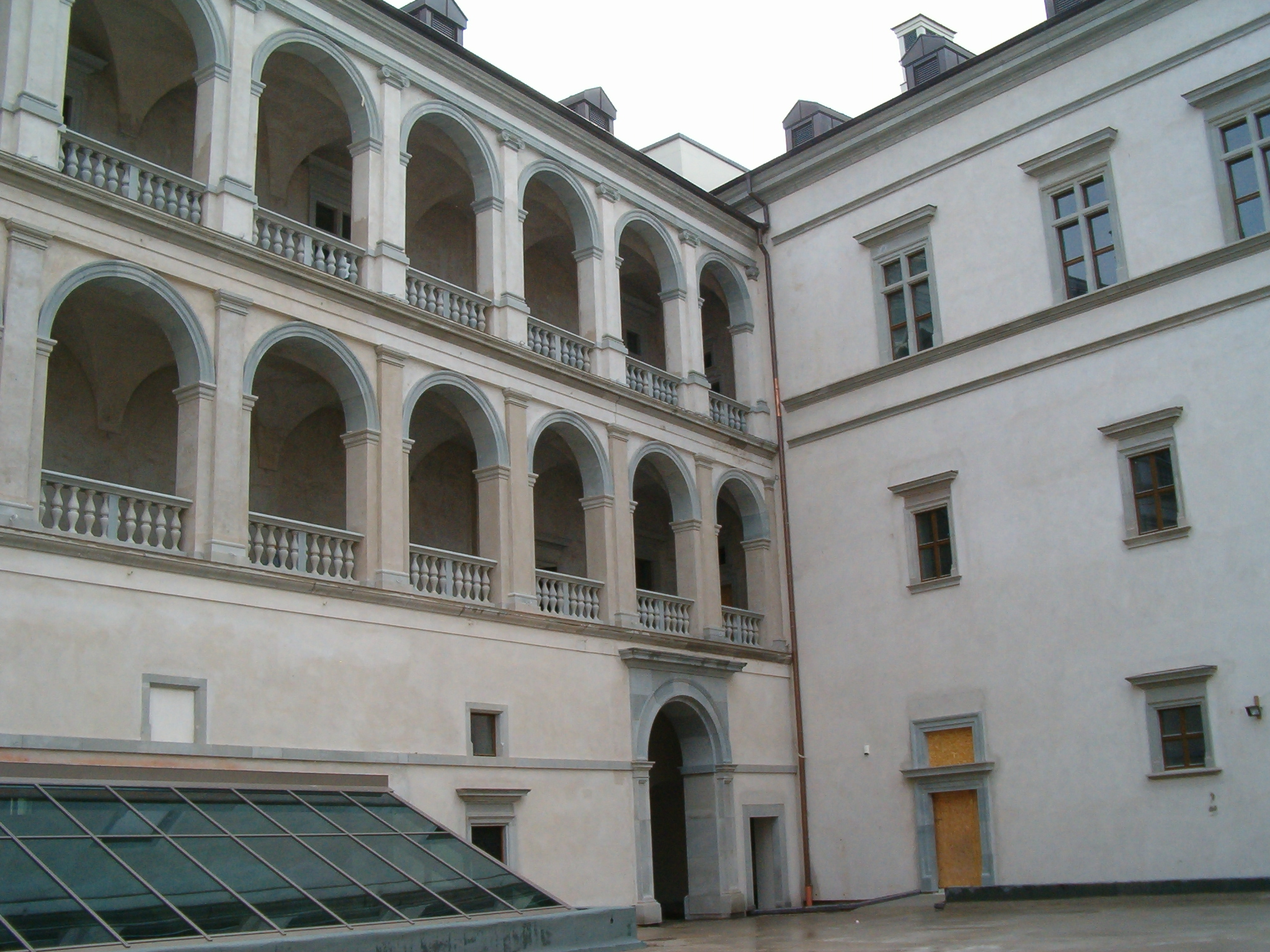
Dziedziniec arkadowy
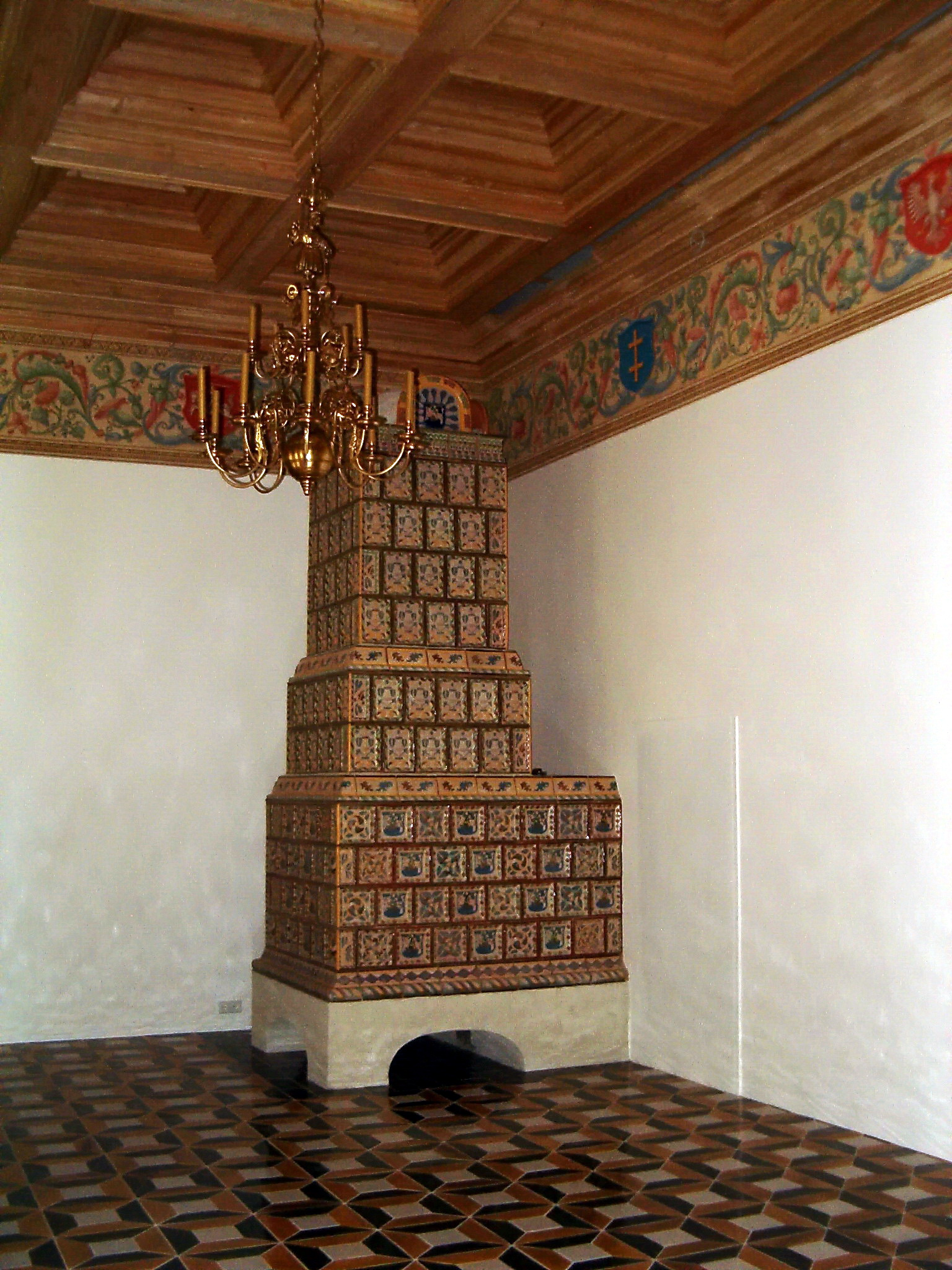
Tzw. "Sala tronowa"
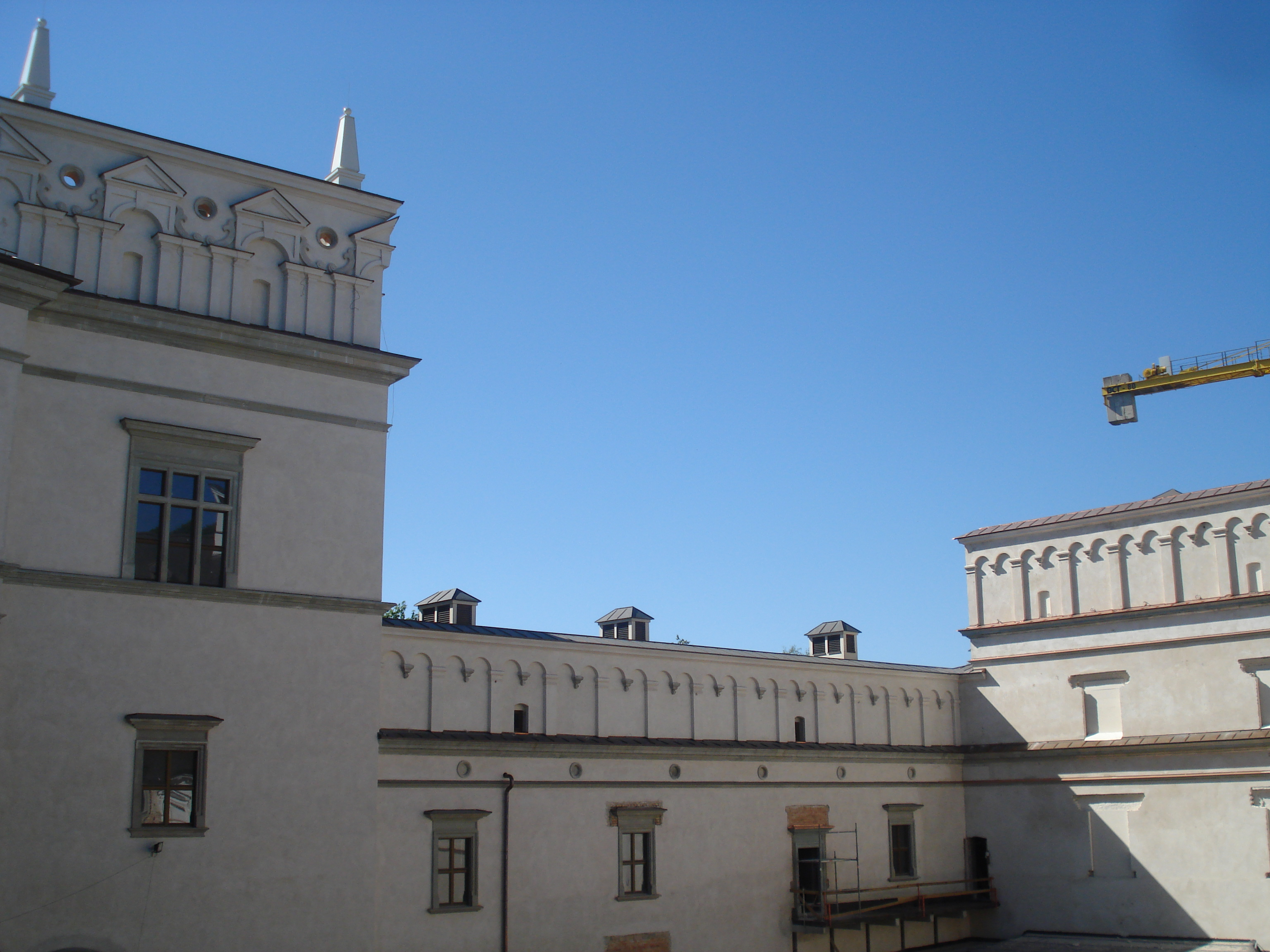
Zrekonstruowane attyki
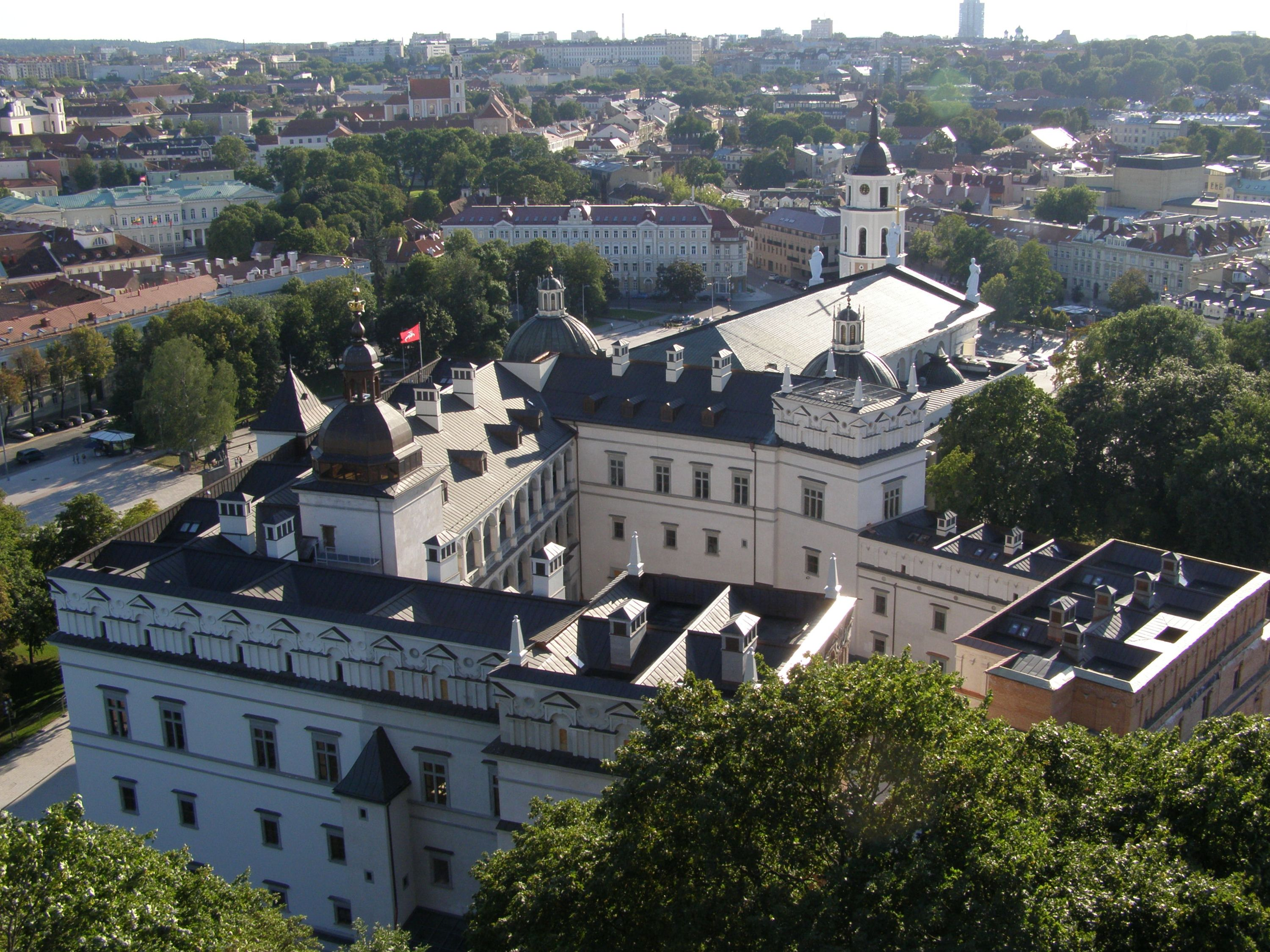
Widok z Góry Zamkowej
Plan zamków w 1740, Zamek Dolny (nr 9)